# Filiz Akın
Filiz Akın (Suna Akın, Ancara, 2 de janeiro de 1943 – Istambul, 21 de março de 2025) foi uma atriz, escritora e apresentadora de televisão turca. Conhecida como a "cara nobre, moderna, urbana e elegante" do cinema turco, Filiz Akın obteve uma grande base de fanáticos na Turquia e conseguiu expandir o seu reconhecimento a níveis internacionais. A sua carreira no cinema turco teve início na década de 1960, permanecendo activa principalmente na década de 1970 e registando aparecimentos ocasionas no cinema e na televisão a partir de 1975.

## Biografia

#### Primeiros anos
Filiz Akın nasceu a 2 de janeiro de 1943 em Ancara, capital turca. A sua mãe Habibe Leman Şaşırmaz era uma costureira proveniente de Ancara, e o seu pai Bekir Sami Akın era um médico da província de Afyonkarahisar. A sua mãe tinha descendência da Albânia do lado paterno, enquanto o seu pai tinha descendência circassiana materna. Tem uma irmã, Günseli, do segundo casamento da sua mãe. Filiz Akın viveu em Beypazarı, onde o seu pai trabalhava, até aos três anos. Aos cinco anos ingressou na escola básica primária. Culminou seus estudos básicos na escola primária de Sarar em Kızılay, Ancara. Os seus pais divorciaram-se quando ela tinha sete anos.

### Adolescência
Filiz Akın continuou a sua educação na secundária TED de Ancara. Recebeu vários prémios na escola com as suas pinturas e composições. Sempre se destacou na secundária pela sua responsabilidade e dotes artísticos que sobressaíam em comparação com os outros alunos, como a actuação e a imitação. Em junho de 1960 se graduou da escola secundária. Depois de finalizar os seus estudos começou a trabalhar na sede de Ancara da empresa American Export-Isbrandtsen Lines. Depois de trabalhar dois anos nessa companhia obteve um importante posto no ramo marítimo da empresa. Dada a sua nova posição, Filiz aprendeu a falar inglês, francês e um pouco de italiano. Ingressou na Faculdade de Idiomas, História e Geografia da Universidade de Ancara, onde começou estudos de arqueologia.

### Inícios de sua carreira como actriz
Com a insistência da mãe da sua amiga Oya San, Akın participou num concurso organizado pela revista Artist e ganhou-o em 1962. Quando lhe disseram que só receberia o prémio se actuasse no filme Akasyalar Açarken, Filiz se negou a aceitar. Alguns jornalistas e cineastas viajaram de Istambul a Ancara para tratar de convencê-la para que aceitasse o papel, mas ela continuou se negando a aceitar o contrato. Quando o reconhecido director e produtor Memduh Ün foi à procura dela em Ancara, ela finalmente aceitou fazer parte do elenco do filme. Deixou a universidade e o trabalho e mudou-se para Istambul acompanhada da sua mãe. Confiar nos executivos da revista e em Memduh Ün, que convenceram-na a assumir o papel, ajudou a Akın a dar início à sua frutífera carreira cinematográfica. Assinou o acordo e após filmar o seu primeiro filme Akasyalar Açarken juntamente com o actor Göksel Arsoy em 1962, os produtores asseguraram-lhe importantes papéis nos seguintes anos.

### 1962–1975
Umutsuzlar, Ancara Ekspresi, Utanç, Dáğlar Kızı Reyhan e Yankesici Kız foram alguns dos filmes mais reconhecidos nos quais participou a actriz na década de 1960. Em 1971, o seu papel no filme Ancara Ekspresi valeu-lhe o prémio de melhor actriz na oitava edição do Festival Internacional de Cinema de Antalya. Entre maio de 1962 e setembro de 1972, Filiz protagonizou mais de cem filmes. Depois de aparecer em 116 produções cinematográficas, Akın pôs fim a sua carreira em 1975. Juntamente com os actores Türkan Şoray, Hülya Koçyiğit e Fatma Girik, Filiz deixou um legado no cinema turco e tem sido reconhecida como uma das actrizes mais influentes na história do cinema desse país.
Em 1965 nasceu İlker, o seu primeiro filho do seu casamento com o roteirista, director e produtor Türker İnanoğlu. Durante este período, a família residia em Şişli. Em 1974, o casal divorciou-se depois de dez anos de casamento.

### 1975–1982
Ao concluir a sua carreira no cinema realizou algumas publicidades do Banco de Istambul e em 1977 apresentou o programa de televisão musical Podyum Show na corrente TRT. Em 1979 participou na obra de teatro de Haldun Dormen Bir Ayrılık.
Em 1979 encabeçou a popular Feira Internacional de Izmir. Em setembro desse mesmo ano foi apunhalada na perna enquanto entrava no Hotel Esmirna Efes. O atacante, que foi capturado de imediato, disse ao promotor que estava apaixonado de Filiz, mas decidiu apunhalar-lhe pelo facto de não ser correspondido por ela. Mais tarde mudou a sua confissão e disse que o chefe da máfia Mehmet Nabi İnciler lhe pediu que a apunhalasse. Filiz Akın sobreviveu ao ataque, ficando simplesmente com uma ferida leve. Nessa mesma noite apareceu no palco.

### 1982–2002
Durante 11 anos Akın viveu em Neuilly e Bougival em Paris, passando depois quatro anos na embaixada turca de Paris, vivendo no país durante quinze anos. Em 1982 casou-se com Bubi Rubinstein. O casal divorciou-se em 1993 depois de onze anos de casamento.
Em maio de 1994 casou-se com Sönmez Köksal, oficial da inteligência turca em Ancara. Após casar-se, o casal estabeleceu-se na cidade de Ancara. Entre as testemunhas do casamento encontravam-se o presidente Süleyman Demirel e o porta-voz da Assembleia Nacional de Turquia Hüsamettin Cindoruk.
O seu esposo Sönmez Köksal foi nomeado embaixador na França em fevereiro de 1998 e viveu durante quatro anos na embaixada turca em Paris. Para promover a cultura turca em Paris, Filiz organizou uma exposição de produtos turcos e otomanos na Fayette, e uma exposição em Lale Park e também uma de pintores turcos em Bagatelle. Estas actividades converteram Filiz Akın numa embaixadora cultural, que com seus esforços levou a cultura do seu país a terras francesas.
Em 1991, o seu pai Sami Akın faleceu em İzmir.

### 2002–presente
Em 2002 ficou a saber que padecia de um tipo de cancro de nariz e boca. Recebeu tratamento no Centro Médico Anderson da Universidade de Texas e curou-se completamente da doença.
Entre 2004 e 2007 desempenhou funções como colunista no reconhecido jornal turco Sabah. Em 2005, para benefício da Fundação Turca contra o cancro da mama, Filiz lançou uma campanha e conseguiu que se vendessem mais de um milhão de braceletes para apoiar a causa da fundação.
Em 2006, a rua onde viveu até à idade de 3 anos de idade foi baptizada "Filiz Akın Sokak" pela prefeitura de Beypazarı. Em 2008 apresentou o programa de variedades "Filiz Akın'a Sohbetler" no Kanal 1. Em 2009 apresentou "Filiz Akın'a Hafta Sonu Sohbetleri" pela corrente Habertürk TV.

## Prémios e reconhecimentos

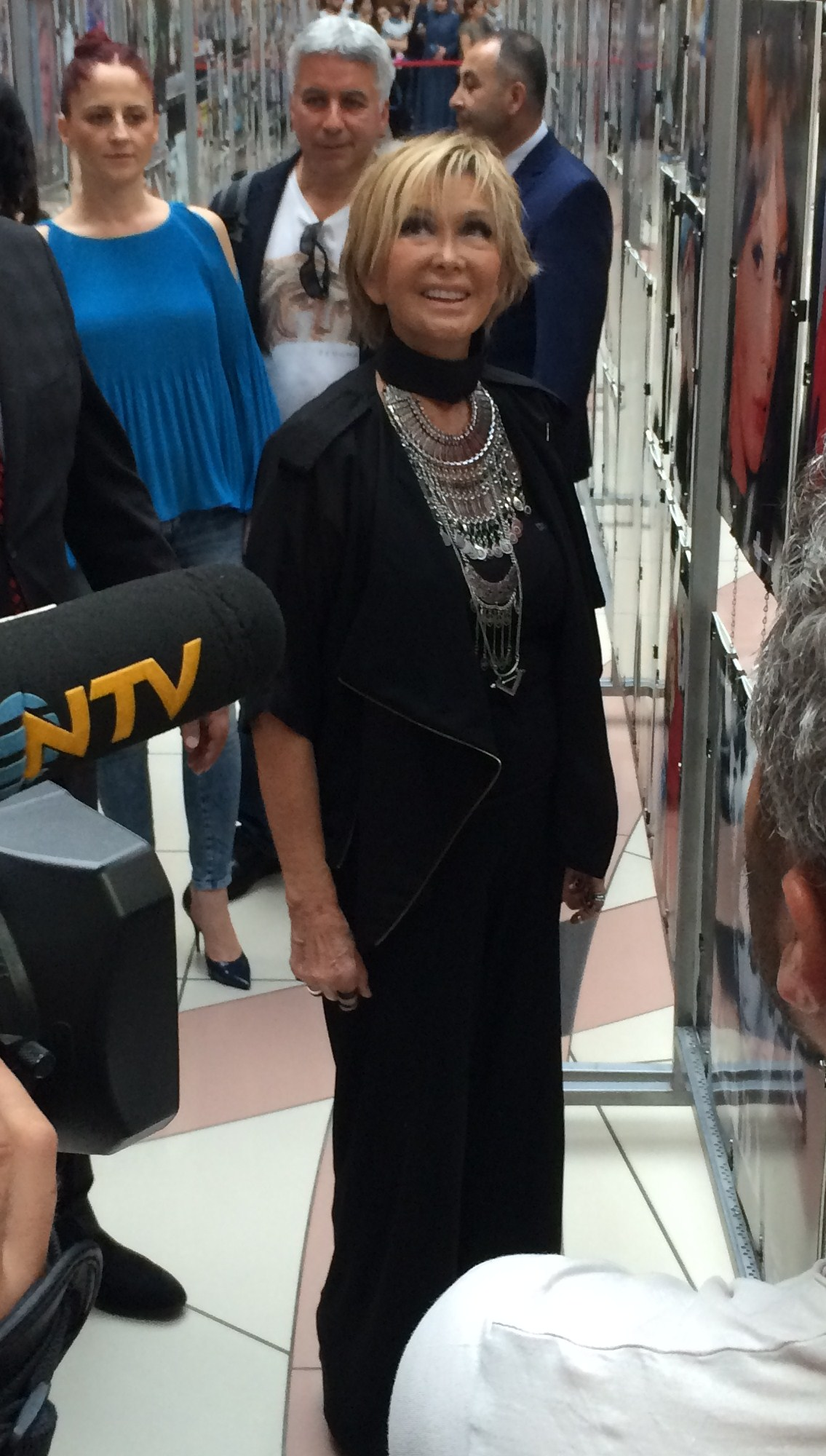
Filiz Akın em 2016.

- 1971 Festival Internacional de Cinema de Antalya, melhor actriz, Ancara Ekspresi
- 1972 Escola de jornalistas, melhor actriz[20]
- 1974 Associação de jornalistas da Turquia, artista feminina do ano[20]
- 2000 Festival Internacional de Cinema de Antalya, Prémio honorário a sua vida artística[55]
- 2001 Fundação de Arte e Cultura Golden Orange, prémio honorário[56]
- 2004 Associação de Actores de Cinema Contemporâneo, prémio Acting 2004[57]
- 2005 Feira Internacional de Izmir, prémio honorário do "Sinema Burada Festival"[58]
- 2005 Prémios Golden Objective, prémio honorário[59]
- 2006 Universidade Süleyman Demirel, doutoramento honorário[20]
- 2008 Festival Internacional de Cinema de Antalya, ordem do festival[60]
- 2009 Festival Internacional de Cinema de Adana, prémio à carreira artística[61]
- 2010 Prémios Yeşilçam, prémio ao serviço da arte e da cultura[62]
- 2010 Festival Internacional de Cinema de Ancara, prémio Aziz Nesin[63]
- 2010 Universidade de Beykent, prémio honorário[64]
- 2011 Festival Internacional de Cinema de Dadaş, prémio honorário[65]
- 2012 Prémios Golden Objective, prémio honorário[66]
- 2012 Festival Datça Golden Almond Cinema and Culture, prémio honorário[67][68]
- 2013 Malatya International Filme Festival, prémio honorário[69]
- 2014 Turkish Thai Friendship Award[70]
- 2014 Prémios Golden Objective, prémio honorário à carreira artística[71]
- 2015 Festival de Cinema Rede Tulip, prémio honorário[72]
- 2015 Festival de Cinema Turco de Frankfurt, prémio honorário[73]
- 2015 Festival de Cortometrajes Çanakkale, prémio honorário[74]

## Livros
- "Güzelliklere Merhaba", Altın Kitaplar Yayınevi, 1992[75]
- "Hayata Merhaba", Epsilon, 2005[76]
- "Filiz Akın ile Güzellik, Zayıflama ve Genç Kalma Üzerine" (2006)[77]
- "Lezzete Merhaba" (2013)[78]

### Biografias
- "Dört Yapraklı Yonca, Onların Sihri Neydi?" , Bircan Usallı Silan, Epsilon, 2004[79]
- "Başrolde Filiz Akın: Türk sineması'nda ikonografik ve toplumbilimsel bir değer olarak Filiz Akın", Pınar Çekirge, Epsilon, 2007[80]

## Filmografia

### Cinema e televisão
| Ano  | Título original                          | Papel              | Notas                   |
| ---- | ---------------------------------------- | ------------------ | ----------------------- |
| 1962 | Akasyalar Açarken                        | Filiz              | Estreia cinematográfica |
| 1962 | Şehvet Uçurumu                           | Filiz              |                         |
| 1962 | Battı Balık                              |                    |                         |
| 1962 | Sahte Nikah                              |                    |                         |
| 1962 | Aşk Merdiveni                            |                    |                         |
| 1963 | Bekarlık Sultanlıktır                    | Nurşem             |                         |
| 1963 | Beyoğlu Piliçleri                        | Oya                |                         |
| 1963 | Kızlar Büyüdü                            |                    |                         |
| 1963 | Ölüm Bizi Aiıramaz                       |                    |                         |
| 1963 | Beyaz Güvercin                           |                    |                         |
| 1963 | Ölüme Çeyrek Var                         |                    |                         |
| 1963 | Bana Annemi Anlat                        |                    |                         |
| 1963 | İki Gemi Yanyana                         |                    |                         |
| 1963 | Zoraki Milyoner                          |                    |                         |
| 1963 | Arka Sokaklar                            | Elif               |                         |
| 1963 | Genç Kızların Sevgilisi                  |                    |                         |
| 1964 | Yankesici Kız                            | Mehtap, Fazer      |                         |
| 1964 | Gurbet Kuşları                           | Ayla               |                         |
| 1964 | Şoför Nebahat ve Kızı                    | Hülya              |                         |
| 1964 | Kadın Berberi                            | Lale               |                         |
| 1964 | Meyhaneci                                | Can Düşmanı Sema   |                         |
| 1964 | Uçurumdaki Kadın                         |                    |                         |
| 1964 | Kardeş Kanı                              |                    |                         |
| 1964 | On Güzel Bacak                           | Matmazel Nadya     |                         |
| 1964 | İstanbul Sokaklarında                    |                    |                         |
| 1964 | Cüppeli Gelin                            |                    |                         |
| 1964 | Filinta Kadri                            |                    |                         |
| 1964 | Prangasız Mahkumlar                      |                    |                         |
| 1964 | Paylaşılmayan Sevgili                    |                    |                         |
| 1964 | Korkunç Şüphe                            |                    |                         |
| 1964 | Asfalt Rıza                              |                    |                         |
| 1964 | Tığ Gibi Delikanlı                       |                    |                         |
| 1965 | Yankesicinin Aşkı (Yankesici Kızın Aşkı) | Fazer              |                         |
| 1965 | Tamirci Parçası                          | Oya                |                         |
| 1965 | Babasına Bak Ouğlunu Al                  | Filiz              |                         |
| 1965 | Fakir Gencin Romanı                      | Filiz              |                         |
| 1965 | Ölüme Kadar                              |                    |                         |
| 1965 | Mirasyedi                                | Filiz              |                         |
| 1965 | Ouğlum Ouğlum                            | Assumam            |                         |
| 1965 | Sevinç Gözyaşları                        |                    |                         |
| 1965 | Şakayla Karışık                          |                    |                         |
| 1966 | Çıtkırıldım                              | Filiz              |                         |
| 1966 | Affedilmeyen Esin                        | Nevin Seden        |                         |
| 1966 | Kolejli Kızın Aşkı                       | Filiz              |                         |
| 1966 | Vur Emri                                 | Gül                |                         |
| 1966 | Kaderin Cilvesi                          | Papatya            |                         |
| 1966 | Efkarlıeım Abiler                        | Fatoş, Meral       |                         |
| 1966 | Bar Kızı                                 | Deniz              |                         |
| 1966 | Erkek Severse                            |                    |                         |
| 1966 | Affet Sevgilim                           |                    |                         |
| 1966 | Acı Tesadüf                              |                    |                         |
| 1966 | Günahkar Kadın                           |                    |                         |
| 1967 | Silahlı Paşazade                         | Nilüfer            |                         |
| 1967 | Ayrılık Saati                            | Deniz              |                         |
| 1967 | Sözde Kızlar                             | Mebrure            |                         |
| 1967 | Bekar Odası                              | İffet              |                         |
| 1967 | Affet Beni                               |                    |                         |
| 1967 | Paşa Kızı                                | Nilgün             |                         |
| 1967 | Hindistan Cevizi                         |                    |                         |
| 1967 | Cici Gelin                               |                    |                         |
| 1967 | Eıkılan Yuva                             |                    |                         |
| 1967 | Serseriler Kralı                         |                    |                         |
| 1967 | Sefiller                                 |                    |                         |
| 1968 | Arkadaşımın Aşkısın                      | Kan Kardeşim Selma |                         |
| 1968 | Kader                                    | Elif               |                         |
| 1968 | Hırsız Kız                               | Mehtap, Eıldız     |                         |
| 1968 | Sabah Eıldızı                            | Nevin              |                         |
| 1968 | Baharda Solan Çiçek                      |                    |                         |
| 1968 | Efkarlı Sosyetede                        | Selma              |                         |
| 1968 | Aşka Tövbe                               | Şehbal             |                         |
| 1968 | Yuvana Dön Baba                          |                    |                         |
| 1968 | Gül vê Şeker                             | Filiz              |                         |
| 1968 | Ömrümün Tek Gecesi                       |                    |                         |
| 1968 | Benim de Kalbim Var                      | Selma              |                         |
| 1968 | İstanbul Tatili                          | Nilgün             |                         |
| 1968 | Aşkım Günahımdır                         | Selma Sav          |                         |
| 1969 | Son Mektup                               | Selma              |                         |
| 1969 | Cilveli Kız                              | Kiraz              |                         |
| 1969 | Karlı Dáğdaki Ateş                       | Binnur             |                         |
| 1969 | Lekeli Melek                             |                    |                         |
| 1969 | Yaralı Kalp                              |                    |                         |
| 1969 | Hüzünlü Aşk                              | Sevgi              |                         |
| 1969 | Dáğlar Kızı Reyhan                       | Reyhan             |                         |
| 1969 | Yumurcak                                 | Selma              |                         |
| 1970 | Yuvasız Kuşlar                           | Nermin             |                         |
| 1970 | Yumurcak Köprüaltı Çocuğou               | Selma              |                         |
| 1970 | Fadime                                   | Fadime             |                         |
| 1970 | Ancara Ekspresi                          |                    |                         |
| 1970 | Yarım Kalan Saadet                       | Fatoş              |                         |
| 1970 | Saadet Şehri                             |                    |                         |
| 1970 | İşportacı Kız                            |                    |                         |
| 1970 | Aşktan da Üstün                          | Selma              |                         |
| 1970 | Güzel Şoför                              | Fatma              |                         |
| 1970 | Beyaz Güller                             |                    |                         |
| 1971 | Küçük Sevgilim                           | Lale               |                         |
| 1971 | Umutsuzlar                               | Çiğdem             |                         |
| 1971 | Emine                                    |                    |                         |
| 1971 | Ömrümce Unutamadım                       |                    |                         |
| 1971 | Oyun Bitti                               | Zeynep             |                         |
| 1971 | Fadime Cambazhane Gülü                   | Fadime             |                         |
| 1971 | Seni Sevmek Kaderim                      | Lale               |                         |
| 1971 | Yumurcağın Tatlı Rüyaları                | Selma              |                         |
| 1971 | İki Esir                                 | Zeynep             |                         |
| 1972 | Utanç                                    | Bahar              |                         |
| 1972 | Ayrılık                                  |                    |                         |
| 1972 | Yumurcak Küçük Şahit                     |                    |                         |
| 1972 | Tatlı Dillim                             | Emine              |                         |
| 1973 | Kareteci Kiz                             | Zeynep             |                         |
| 1973 | Soyguncular                              | Selma, Belma       |                         |
| 1973 | Acı Hayat                                |                    |                         |
| 1973 | Zambaklar Açarken                        | Perran             |                         |
| 1973 | Ağlıyorum                                |                    |                         |
| 1974 | Yumurcak / VEDA                          | Selma              |                         |
| 1974 | Almanyalı Yarim                          | Maria, Meral       |                         |
| 1974 | MMemleketim                              | Leyla              |                         |
| 1975 | Tatlı Cadının Maceraları                 | Selma              |                         |
| 1975 | Yumurcak Belalı Tatil                    | Zeynep             |                         |
| 1975 | Babaların Babası                         | Nermin             |                         |
| 1989 | Geçmiş Bahar Mimozaları                  | Humeyra            |                         |
| 2009 | Altın Kızlar                             |                    | Série de televisão      |